# Subcaudale schubben
Subcaudale schubben of kortweg subcaudalen zijn de schubben aan de onderzijde van de staart bij reptielen. De term wordt gebruikt in de herpetologie om de schubben van reptielen aan te duiden.

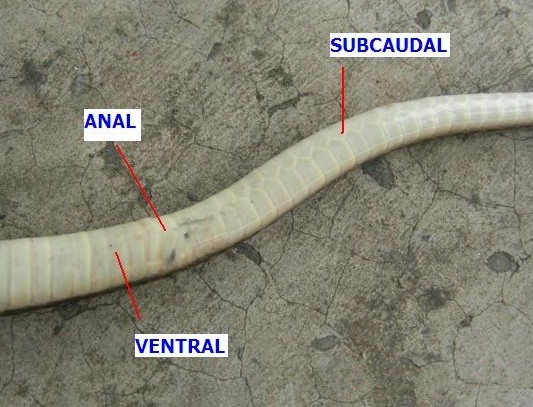
Positie van de anale schub aan de buikzijde van de slang Amphiesma stolatum.

Deze schubben kunnen zowel alleen of gepaard voorkomen. Deze schubben komen net na de anale schubben. Het aantal schubben aan de onderzijde van de staart is een belangrijk determinatiekenmerk van veel soorten reptielen.